# Lutter: Rote Erde
Rote Erde ist ein deutscher Fernsehfilm von Torsten Wacker aus dem Jahr 2010. Es handelt sich um die sechste und zugleich letzte Folge der Kriminalfilmreihe Lutter.

## Handlung
Fußballspieler Thorsten Grote wird kurz nach dem Endspiel um den Essen-Pokal erschlagen aufgefunden. Kurz vor Spielende hatte er wegen eines schweren Fouls eine Rote Karte bekommen. Tatmotiv Blutrache für Blutgrätsche? Wäre eine Möglichkeit und so ermittelt Lutter im Fußballmilieu, was ihm dort wenig Entgegenkommen einbringt. Lutter spricht zunächst mit Herbert Taschenbeck, Präsident des Fußballvereins „Rote Erde“ für den das Opfer spielte. Er gibt an, sich um Grote wie um seinen Sohn gekümmert zu haben und keine Erklärung für das geschehene hätte. Danach spricht der Kommissar mit allen Vereinsmitgliedern und Zuschauern, die am Spieltag im Stadion waren. Unterstützt wird er von seinem Kollegen Sven Papke, der KOK Engel vertritt, solange dieser wegen einer ansteckenden Infektionskrankheit nicht einsatzfähig ist. Eine Zeugin will vor dem Spiel jemanden mit Grote bei einem Streit beobachtet haben. Anhand der Verbrecherkartei kann so Mike Hampe identifiziert werden, dem das Opfer Geld schuldete. Hampe wird vernommen und gibt an, nichts mit dem Tod von Grote zu tun zu haben, schließlich würden Tote erst recht nicht zahlen. Lutter ist zwar nicht vollends überzeugt, aber es ist durchaus möglich, dass das Motiv etwas mit den hohen Schulden des Ermordeten zu tun hat. Die Ermittler vermuten Wettbetrug, was sie nach einigen Recherchen auch beweisen können. Grote hatte zwar nirgends in der Stadt persönlich Wetteinsätze bei Spielen getätigt, bei denen er selbst gespielt hat, aber in anderen Städten schon. Allerdings bezweifelt Lutter, dass sich deshalb die Wettmafia mit Grote beschäftigt haben könnte, weil Spiele des Vereins „Rote Erde“ zu unbedeutend sind. Zunächst verdächtigt er den Torhüter, Lukas Taschenbeck, sich wegen des Wettbetrugs mit Grote gestritten zu haben, aber Lutter kommt zu der Überzeugung das der Trainer selber Grotes Betrug erkannt hatte und sein Verhalten nicht dulden wollte. Lutter stellt Herbert Taschenbeck zur Rede, der anfangs leugnet, sich aber dann doch zu seiner Tat bekennt. Er konnte es nicht ertragen, wie ein Spieler, den er so gefördert hatte, derart unfair seiner eigenen Mannschaft gegenüber verhalten konnte. Die Mannschaft ist nun einmal wie eine eigene Familie.

## Kritiken
Rainer Tittelbach von tittelbach.tv schrieb: „Von wegen 11 Freunde müsst Ihr sein. Selbst im Amateurfußball dreht sich alles nur ums liebe Geld. In ‚Rote Erde‘ haben alle schon bessere Zeiten gesehen. Die Kulturhauptstadt Essen mit den Überresten einer überholten Männergesellschaft liegt melancholisch in tiefer Agonie.“ „Die Milieuzeichnung wirkt stimmig, auch der Fall ist nicht unclever konstruiert und Kròl ist ein Guter, dem man vor allem seine emotionale Verbundenheit abnimmt – doch so richtig warm wird man mit diesem Krimi wie mit der ‚Lutter‘-Reihe insgesamt nicht. Man spürt hinter der Story zu deutlich die Absicht. Die wenig filigrane Dramaturgie beißt sich mit Lutters Anflügen von tiefer Nachdenklichkeit. ‚Rote Erde‘ hat das Zeug zu einem guten 60-Minüter, für einen 90-Minüter aber fehlt die durchgängige Stimmigkeit.“
Kino.de befand: „Einmal mehr überzeugt die ‚Lutter‘-Reihe in dieser Episode weniger mit einer spektakulären Krimihandlung, als vielmehr mit zahlreichen intensiv gezeichneten Charakteren und Ruhrgebiets-typischem Wortwitz, der an vielen Stellen des von Florian Oeller und Benjamin Hessler verfassten Drehbuchs zündet.“ „Nicht zuletzt ist das Gelingen der Reihe aber ein Verdienst von Hauptdarsteller Król, der den Lutter mit der genau richtigen Mischung aus rauem Ruhrgebiets-Charme, Sentimentalität und feinem Humor verkörpert.“
Der Filmdienst meinte: „Amtosphärisch stimmiger, gut gespielter (Fernseh-)Krimi, der mit viel Lokalkolorit die Fußball-Leidenschaft im Ruhrgebiet schlüssig einbezieht.“
Die Kritiker der Fernsehzeitschrift TV Spielfilm sprachen von einem „nicht flotten, aber charmanten Plot“ und bewerteten den Film mit dem Daumen nach oben.
Bei quotenmeter.de kritisierte Torben Gebhardt: „das gesamte Drehbuch [als] nicht gerade eine Sternstunde der Autorenarbeit. Durchschnittliche Charaktere, eine etwas abgedroschene Geschichte und kaum Tiefe in den Figuren und deren Beziehungen zueinander lassen so manchen Wunsch offen. Da hilft es auch nicht viel, das mit Torsten Wacker geradezu ein ‚Veteran‘ der Reihe – er hat bei mittlerweile drei der nur sechs Episoden Regie geführt – sich für die Produktion verantwortlich zeigt.“